# Cécile Hane
Cécile Hane (sinh ngày 08 tháng 10 năm 1987) là một  judoka người Sénégal, thi đấu cho các hạng mục bán trung. Hane đại diện cho Senegal tại Thế vận hội Mùa hè 2008 ở Bắc Kinh, nơi cô thi đấu cho hạng cân bán trung nữ (63   Kilôgam). Thật không may, cô đã thua trận đấu vòng sơ loại đầu tiên trước Ysis Barreto của Venezuela, người đã ghi thành công một ippon (toàn điểm) và một seoi nage (ném vai), trong một phút bốn mươi bảy giây.